# サブタン島
サブタン島(サブタンとう、Sabtang)はフィリピンのルソン島北部にあるバタン諸島の島。
バタン島の西南に存在し、バタン諸島ではイトバヤット島とバタンに続いて3番目に大きい。噴火によって形成された島であり、土地は急峻である。特に島内南西部は海に急激に落ち込む岩の崖となっている。島より西にイヴホス島とデケイ島が存在する。
島内には6つのバランガイが存在し、最大のものは北部のSinakanである。2000年の時点では人口が1678人だった。
言語はイヴァターヌン語が話されている

## 註
1. ↑  “Census 2000 final count”. 2015年10月28日閲覧。